# 1932 aux échecs
| Années des échecs : 1929 - 1930 - 1931 - 1932 - 1933 - 1934 - 1935    |
| Décennies des échecs : 1900 - 1910 - 1920 - 1930 - 1940 - 1950 - 1960 |

Cet article présente les faits marquants de l'année 1932 aux échecs.

## Championnats nationaux
- Argentine : Jacobo Bolbochán remporte le championnat[1],[2].
- Autriche : J. Kornreich remporte le championnat officiel[3]. Pas de tournoi féminin[4].
- Belgique : Marcel Barzin remporte le championnat[5].
- Brésil : Le championnat n’a pas lieu[6].
- Canada : Pas de championnat[7].
- Écosse : William Fairhurst remporte le championnat[8].
- Finlande: Ragnar Krogius  remporte le championnat[9].
- France : Maurice Raizman remporte le championnat [10]. Chez les femmes, c’est Jeanne d’Autremont qui s’impose[11] (l’Italienne Tononi.est première, mais n’est pas déclarée championne du fait de sa nationalité italienne).
- Pologne :Pas de championnat[12].
- Royaume-Uni: Mir Sultan Khan remporte le championnat[13].
- Suisse : Hans Johner et Paul Johner remportent le championnat [14].
- RSS d'Ukraine : Pas de championnat[15],[16], organisé dans le cadre de l’Union soviétique.

## Naissances
- Victor Ciocâltea, grand maître international, huit fois champion de Roumanie

## Nécrologie
- En 1932 : Philip Baker (en)
- 12 janvier : Daniël Noteboom
- 8 mars : Kate Belinda Finn (en)
- 26 mars : Peter Petrovich Saburov (en)
- 20 avril : Edgard Colle
- 22 avril : Sándor Takács, Alexander Fritz
- 15 juin : Louis van Vliet (en)
- 5 novembre : Rudolf Loman (en)
- 11 novembre : Frederick Yates
- 16 novembre : Hermann Mattison
- 25 novembre : Fritz Riemann
- 27 novembre : Bernhard Kagan (en)